# Arthur Wilhelm Unger
Arthur Wilhelm Unger, irrtümlich auch Arthur William Unger (* 2. Oktober 1870 in Wien; † 21. Juni 1945 ebenda), war ein österreichischer Buchdrucker, Schriftsteller, Professor und Regierungsrat.

## Leben
Arthur Wilhelm Unger wurde als Sohn des Buchdruckers Ignaz Unger geboren. Er arbeitete als Buchdrucker, Buchhalter und Disponent in der Buchdruckerei seines Vaters. Von 1897 an unterrichtete er an der Graphischen Lehr- und Versuchsanstalt Wien und verfasste mehrere Bücher über die Buchgestaltung. Einer seiner Schüler war der Maler und Radierer Emil Singer. Mit seiner Versetzung in den dauerhaften Ruhestand wurde er mit dem Titel Regierungsrat geehrt. Nach seiner Pensionierung im Jahr 1919 war Unger Generalsekretär der Elbemühl Druck- und Verlagsgesellschaft.
Unger konvertierte 1890 vom mosaischen zum evangelischen Glauben. Von 1938 an wurde er aufgrund der Nürnberger Rassengesetze in Wien verfolgt und entrechtet. Wegen der "privilegierten Ehe" mit seiner Frau Kunigunde wurde er jedoch nicht deportiert und konnte das Kriegsende überleben. Er starb am 21. Juni 1945 im Sophien-Hospital und wurde auf dem Zentralfriedhof bestattet. Nach einem Jahr wurde ihm in Würdigung seiner Verdienste um die Buchkultur ein Ehrengrab in bevorzugter Lage gewidmet, in dem er am 14. September 1946 kirchlich beerdigt wurde. In dem Ehrengrab Gruppe 30A, Reihe 3, Nr. 22 wurden später auch seine Ehefrau Kunigunde, sein Sohn Arthur J. Unger und dessen Ehefrau Dorothea beigesetzt. Hans Markl ersetzte in seiner Schrift Berühmte Ruhestätten auf Wiener Friedhöfen von 1961 Ungers auf dem Grabstein genannten Vornamen Arthur W. durch den Vornamen William, seitdem wurde Arthur W. Unger oft mit dem Maler und Radierer William Unger oder mit dessen Sohn verwechselt. Ungers jüngerer Bruder Viktor war Professor an einer Realschule und akademischer Maler. Er starb 1938.

## Publikationen
- Die Herstellung von Büchern, Illustrationen, Akzidenzen usw. W. Knapp Verlag, Halle a. S. 1906, 2. Aufl. 1910, 3. Aufl. 1923
- Wie ein Buch entsteht. (Aus Natur und Geisteswelt ; 175. Bändchen) : Teubner Verlag, Leipzig, (1908)
- Wie ein Buch entsteht. (Reprint) : Reprint, Nabu Press, United States (2013) : ISBN 1295155834 : ISBN 9781295155835
- Lehrbuch für Buchdrucker. Zum Gebrauche an gewerblichen Lehranstalten. Hölder Verlag, Wien  (1915)
- Lehrbuch für Buchdrucker. Zum Gebrauch an gewerblichen Lehranstalten. Hölder-Pichler-Tempsky Verlag, Wien : G. Freytag Verlag, Leipzig (1922)